# Marcus Junius Brutus
Marcus Junius Brutus (ca. 85 – d. 23. oktober 42 f.Kr.) var en romersk senator, politiker og den mest berømte af de sammensvorne, som dræbte Julius Cæsar d. 15. marts 44 f.Kr. i senatsbygning (Pompejus' curia). Han ledede denne sammensværgelse af senatorer sammen med sin fætter Decimus Junius Brutus og Gajus Cassius Longinus.
Efter at være blevet adopteret af en slægtning (Quintus Servilius Caepio ), brugte han navnet Quintus Servilius Caepio Brutus, hvilket blev bibeholdt som hans juridiske navn. Han omtales dog ofte blot som Brutus. Navnet Brutus kan oversættes med "fjolset".

## Baggrund
Brutus' far med samme navn var en romersk politiker og hærfører, som i 77 f.Kr. overgav sig til Pompejus' styrker i opstanden efter Sullas død, men blev henrettet. Brutus' mor Servilia var halvsøster af Cato den yngre (datter af Catos mor). Efter sin fars død blev Brutus opfostret af sin morbror Cato den yngre, og studerede historie og filosofi.
Cæsar stod også Brutus nært, da Brutus' mor Servilia som enke var en af Cæsars friller. Servilias yngste datter af første ægteskab, Tertia, var gift med Cassius Longinus, den ene hovedmand i sammensværgelsen.
Cæsars sidste ord var, ifølge en oversættelse af Suetons Cæsar-biografi: "Et tu, Brute?" ("Også du, Brutus?"). Ordene gengives i Shakespeares skuespil Julius Caesar, en latinisering af det tilsvarende græske citat hos Sueton: "Også du, min søn?"
Brutus regnede sig som efterkommer af Lucius Junius Brutus, som grundlagde den romerske republik ved at forjage Roms sidste konge, Tarquinus Superbus. For de sammensvorne var det af stor symbolsk betydning at få Marcus Brutus med, for sin tilknytning til Cæsars modstander Cato og aner tilbage til den Brutus, der gjorde ende på den romerske kongetid.

## Efter drabet
Brutus var flygtet op i bjergene, da hans fire tilbageblevne legioner bad om nåde fra Marcus Antonius, mens han selv valgte at tage sit liv, som også hans morbror Cato den yngre gjorde. I alt omkring 14.000 soldater overgav sig, og selv om en del undslap til Thassos, var den romerske republik endegyldigt en tabt sag, og drabet på Cæsar hævnet. Med Ovids ord: "Philippi er vidne, og de, hvis spredte knogler farver dens jord hvid." Marcus Antonius sørgede for at sende Servilia asken efter Brutus, da han havde taget sit liv efter slaget ved Filippi.
I Dantes Guddommelige Komedie er Brutus og Cassius, sammen med Judas Iskariot, de tre forrædere, der tygges i djævelens mund i helvedes nederste dyb.